# Thorsten Drücker
Thorsten Drücker (* 1976 in Gütersloh) ist ein deutscher klassischer Gitarrist, Musikproduzent und Komponist.

## Leben
Drücker stammt aus dem Gütersloher Ortsteil Spexard; sein Vater war Heizungsbauer. Drücker spielte „seit früher Kindheit“ Gitarre, später auch Klarinette. Er begann ein Studium der klassischen Gitarre mit 16 Jahren; sein erstes Diplom erhielt er zwanzigjährig mit Auszeichnung.
Er studierte klassische Gitarre von 1992 bis 2003, zunächst am Konservatorium Osnabrück bei Ulrich Müller. Es folgten weitere Studien und Meisterkurse an der Musikakademie Kassel, an der Musikhochschule Freiburg und an der Hochschule für Musik Basel bei den klassischen Gitarristen Michael Tröster (Kassel), Sonja Prunnbauer (Freiburg) und Oscar Ghiglia, bzw. bei Hubert Käppel, Aniello Desiderio & David Russell. Sein Konzertdiplom als klassischer Gitarrist legte er an der Musikhochschule Basel (Internationale Meisterklasse Oscar Ghiglia) ab.
Seit 2002 ist Drücker als freiberuflicher Musiker, Komponist und Produzent tätig. 2003 gab er seine Festanstellung als Gitarrenlehrer auf, gab jedoch weiterhin freiberuflich Gitarrenunterricht, um sich in den Anfangsjahren seiner beruflichen Selbständigkeit finanziell über Wasser zu halten. In den darauffolgenden Jahren arbeitete Thorsten Drücker zunächst überwiegend als Gitarrist und Musikproduzent im Rock-, Pop- und Schlagerbereich. Er ging mit dem Schlagersänger André Stade auf Tournee, trat in Fernsehsendungen auf, unter anderem in der von Carolin Reiber moderierten Musiksendung Super-Hitparade der Volksmusik und gab Konzerte als klassischer Gitarrist. Zwischen 2004 und 2009 begleitete er den Sänger Hubert Kah in Konzerten und Fernsehauftritten; zu dessen 2005 erschienenem Album Seelentaucher trug er Kompositionen und Produktionen bei.
Seit 2004 hatte Drücker regelmäßige Engagements am Staatstheater Kassel und dem Musiktheater im Revier (Gelsenkirchen). Am Schauspielhaus begleitete er Liederabende, bei denen er auch die musikalische Leitung übernahm und die Bühnenmusik anderer Stücke unterstützte. Am Opernhaus spielte er in Sonderkonzerten als Solist und Orchestermusiker, sowie in Musicals, Opern und Operetten im Staatsorchester Kassel und der Neuen Philharmonie Westfalen. Am Staatstheater Kassel wirkte er als Bühnenmusiker unter anderem bei den Produktionen Hair, Jesus Christ Superstar, South Pacific, The Black Rider, Der Vetter aus Dingsda  und Die Blume von Hawaii mit. In der Spielzeit 2010/11 trat er am Staatstheater Kassel als Musiker und Sänger in dem Liederabend Spiel mir das Lied vom Tod auf; bei diesem Liederabend übernahm er auch die musikalische Leitung.
2010 trat er am Musiktheater im Revier in der Oper Gloriana von Benjamin Britten auf; er spielte darin auf einer Cister, einem seltenen historischen Zupfinstrument. In der Spielzeit 2010/11 trat er dort als Solist im Rahmen der Konzertreihe HÖR.GENUSS auf.
Seit 2005 ist Thorsten Drücker zudem Gast als Solist und Orchestermusiker bei anderen Orchestern: So spielte er mit den Bochumer Symphonikern, der Staatskapelle Weimar, Loh-Orchester Nordhausen und dem WDR-Rundfunkorchester in Köln. Höhepunkt seiner bisherigen Tätigkeit als Gitarrist war 2010 eine CD-Einspielung mit dem WDR-Rundfunkorchester. Unter der Leitung des Dirigenten Rasmus Baumann spielte Drücker drei Solokonzerte für Gitarre und Orchester ein. Neben den selten eingespielten Konzerten für klassische Gitarre und Orchester von Elmer Bernstein und Malcolm Arnold wurde die Weltersteinspielung des E-Gitarrenkonzertes von Michael Daugherty aufgenommen. Es ist die erste Aufnahme, bei der ein Gitarrist sowohl klassische Gitarre als auch E-Gitarre solistisch darbietet.
Als Komponist und Produzent veröffentlichte er seit 2004 verschiedene Alben für die Plattenfirmen DA-music, Luxury music (SPV), AMU und BMG. Neben Schlager (Purpur), Rock (Marjana) und Punk (Kostenlos) publizierte er CDs mit Instrumentalmusik, bei der wieder die klassische Gitarre im Vordergrund steht. Ende 2006 nahm er die CD Temporadas varias mit Werken von Manuel María Ponce auf. Eine Sonderstellung im Bereich Musikproduktion stellt das Album Hiroshima Bordell seiner Rockband „Mobserv“ dar. Zum Album gibt es parallel eine Buchveröffentlichung des Autors und Mobserv-Mitgliedes Boris Fust. Im Buch Zwölf Stunden sind kein Tag (Piper-Verlag) geht es unter anderem um die Gruppe Mobserv, deren Texte im Buch abgedruckt und auf Hiroshima Bordell überwiegend von Thorsten Drücker vertont sind.
Neben klassischer Gitarre und E-Gitarre (Rock, Pop, Jazz) spielt er auch Lapsteel (Hawaii-Gitarre), Banjo, Cister, Mandoline, Bass, Singende Säge, Schlagzeug und singt.
Thorsten Drücker ist seit September 2012 künstlerischer Mitarbeiter der Hochschule für Musik Detmold mit Dienstort Universität Paderborn und unterrichtet dort als Dozent die Fächer Gitarre und Musikproduktion.

## Diskografie (Auswahl)
- Hubert Kah-Seelentaucher (Da-music, 2005)
- Die instrumentalen Hits 2006, 2007, 2009, 2010 & 2011 (Da-music)
- Thorsten Drücker – Temporadas varias, Werke für klassische Gitarre von Manuel Maria Ponce (AMU-Records, 2006)
- Mobserv – Hiroshima Bordell (Sound guerilla, Da-music, 2009)
- Gee’s Bend. Gitarrenkonzerte des 20./21. Jahrhunderts – Thorsten Drücker, Gitarre; WDR-Rundfunkorchester Köln; Rasmus Baumann, Leitung (WDR The cologne broadcasts 2010/VKJK Querstand 2011)

## Bühnenarbeiten (Auswahl)
- 2004: Die lieben Eltern – Staatstheater Saarbrücken
- 2009: Hair – Staatstheater Kassel
- 2010: Die Blume von Hawaii – Staatstheater Kassel
- 2010: Spiel mir das Lied vom Tod – Staatstheater Kassel
- 2010: Gloriana – Musiktheater im Revier, Gelsenkirchen
- 2011: Der Vetter aus Dingsda – Staatstheater Kassel
- 2011: The Black Rider – Staatstheater Kassel
- 2015: South Pacific – Staatstheater Kassel
- 2017: Jesus Christ Superstar – Staatstheater Kassel
- 2022: Gefesselt – Theater Regensburg
- 2023: Es bla einmal – Theater Konstanz
- 2023: Liberté, oh no, no, no! – Schauspiel Frankfurt
- 2023: Mascha K. (Tourist Status) – Schauspiel Frankfurt
- 2023: Der große Gatsby – Staatstheater Cottbus
- 2024: Der Raub der Sabinerinnen – Schauspiel Frankfurt
- 2025: Astrologie – Schauspielhaus Düsseldorf
- 2025: Szenen einer Ehe – Schauspiel Frankfurt